# Mario Riccoboni
Mario Riccoboni (Sampierdarena, 16 februari 1889 - 1968) was een Italiaans atleet. Hij nam deel aan de Olympische Zomerspelen van 1920.

## Belangrijkste resultaten

### Olympische Zomerspelen
| Jaar | Plaats    | Discipline | Onderdeel             | Resultaten                                                                         |
| ---- | --------- | ---------- | --------------------- | ---------------------------------------------------------------------------------- |
| 1920 | Antwerpen | Atletiek   | 100 m (m)             | eerste ronde: 2e (reeks 1) kwartfinales: 5e (reeks 1)                              |
| 1920 | Antwerpen | Atletiek   | 200 m (m)             | eerste ronde: 4e (reeks 10)                                                        |
| 1920 | Antwerpen | Atletiek   | 4x100 m estafette (m) | eerste ronde: DSQsamen met: Giorgio Croci Giovanni-Battista Orlandi Vittorio Zucca |

### Persoonlijke records
| Onderdeel | Tijd    | Jaar |
| --------- | ------- | ---- |
| 200 m     | 22,4 s. | 1922 |